# Bukowiec (przełęcz)
Bukowiec (ukr. Буковецький перевал, Bukowećkyj perewał) – przełęcz w Beskidach Pokucko-Bukowińskich. Jest położona w  rejonie wierchowińskim Obwodzie iwanofrankiwskim, w granicach wsi Bukowiec (skąd i nazwa), na dziale wodnym rzek Rybnica i Czarny Czeremosz.
Wysokość 810,3 m (według innych danych – 835 m). Zbocza są relatywnie płaskie, słabo zalesione, przeważają łąki. Przełęczą wiedzie droga samochodowa Р 24 Kosów – Wierchowina.
Na przełęczy bierze początek szlak pieszy do miejscowego pomnika przyrody – skał Pisany Kamień, a także na pasmo Ihrec ze szczytem Ihrec (1311 m).
Najbliższe miejscowości: Bukowiec, Czeretiw, Krzyworównia.

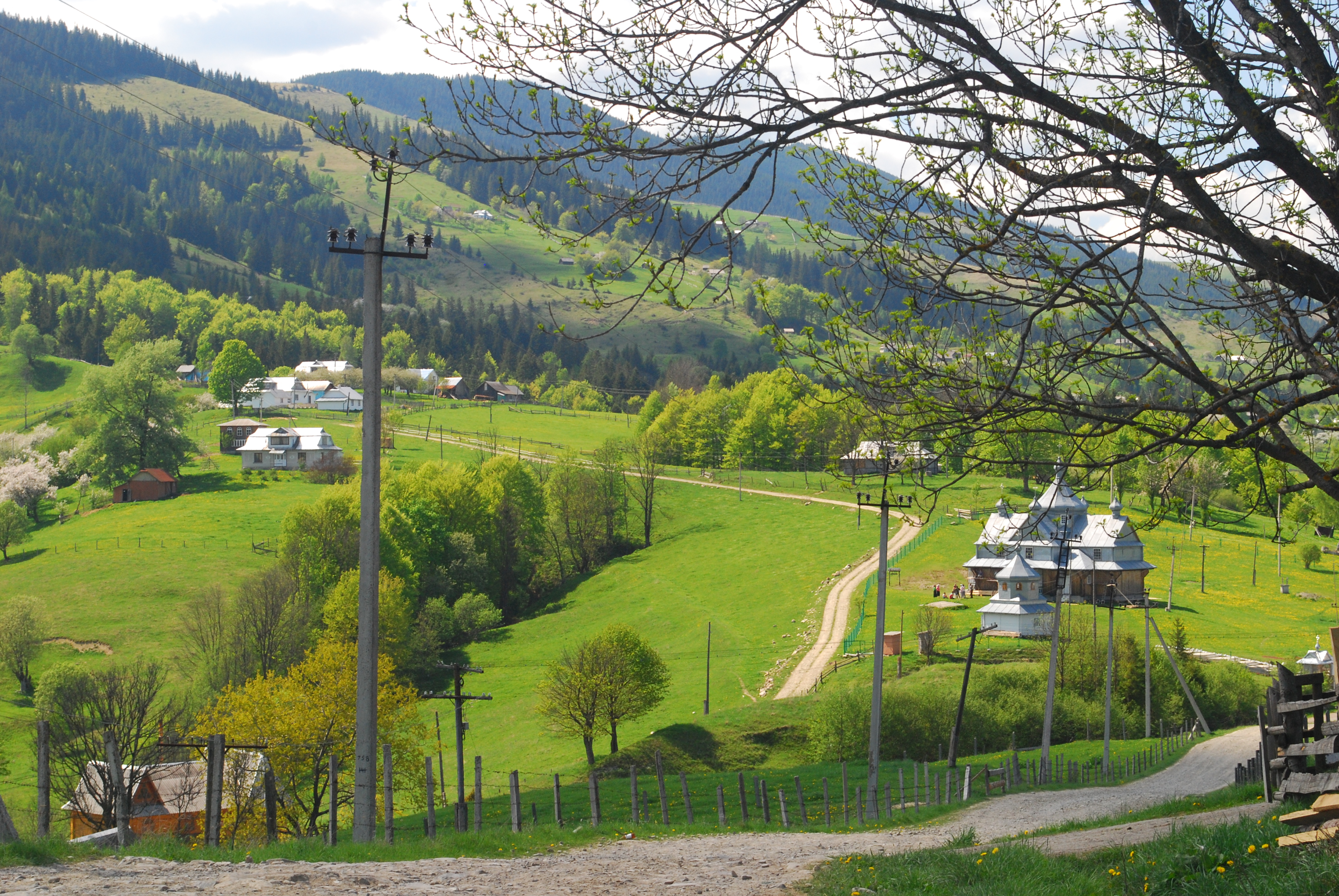
Koło przełęczy